# Bereketli, Bandırma
Bereketli là một xã thuộc huyện Bandırma, tỉnh Balıkesir, Thổ Nhĩ Kỳ. Dân số thời điểm năm 2010 là 641 người.